# Víktor Kòlotov
Víktor Kòlotov   (Iúdino, 3 de juliol de 1949 - Kíiv, 3 de gener de 2000) fou un futbolista ucraïnès de la dècada de 1970.
Fou 54 cops internacional amb la selecció soviètica amb la qual participà en els Jocs Olímpics d'Estiu de 1972 i 1976. A més fou internacional amb Ucraïna.
Pel que fa a clubs, defensà els colors de FC Rubin Kazan i FC Dinamo de Kíev.